# 蛇田駅
蛇田駅（へびたえき）は、宮城県石巻市蛇田字下谷地にある、東日本旅客鉄道（JR東日本）仙石線の駅である。
高城町駅から東北本線へ直通する仙石東北ラインの列車も停車する。

## 歴史

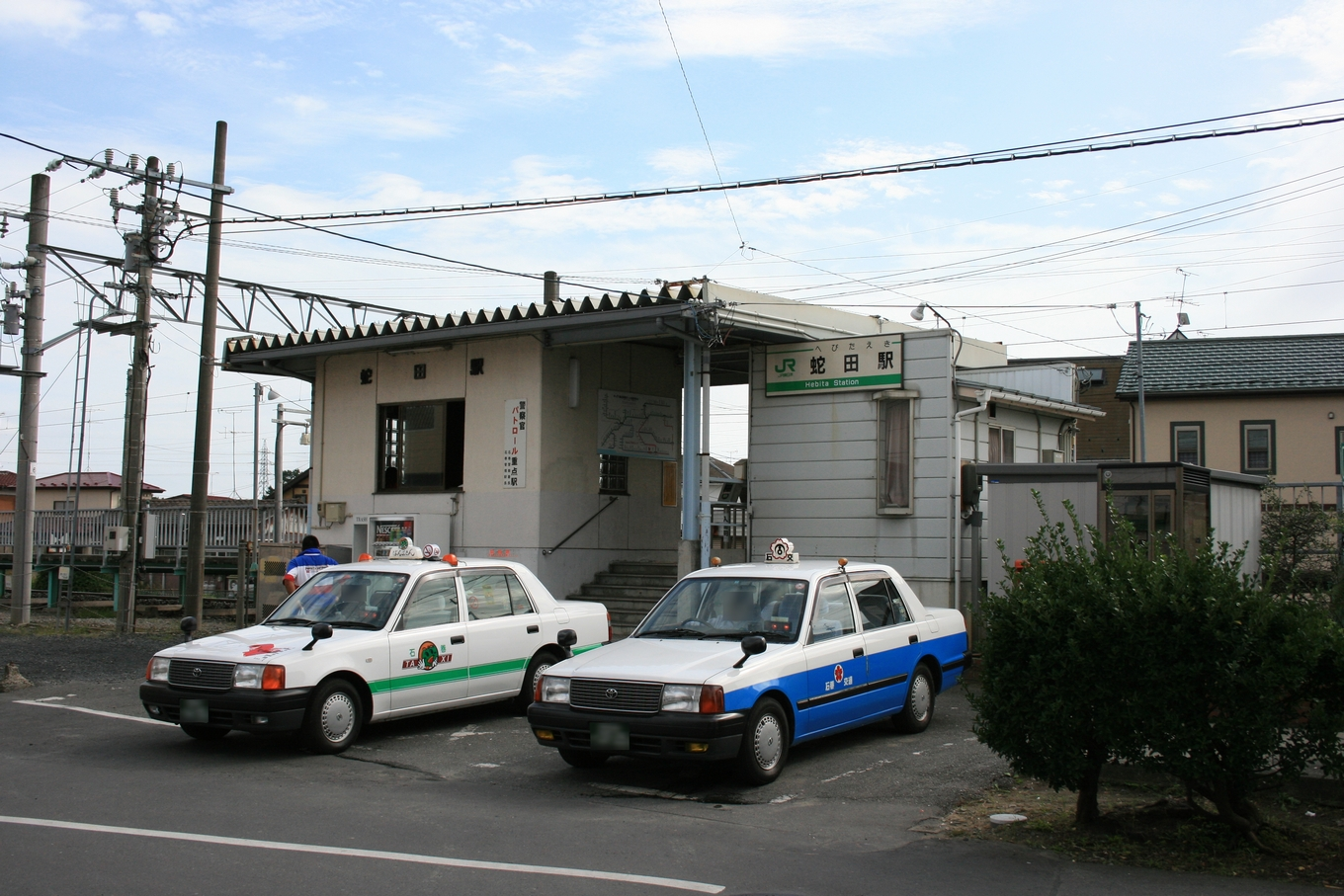
旧駅舎（2007年9月）

- 1928年（昭和3年）11月22日：宮城電気鉄道の駅として開業[3]。
- 1944年（昭和19年）5月1日：宮城電気鉄道が国有化され、運輸通信省の駅となる[3]。
- 1962年（昭和37年）4月1日：貨物の取り扱いを廃止[3]。
- 1970年（昭和45年）7月1日：荷物の扱いを廃止[4]。無人化[5][6]。
- 1987年（昭和62年）4月1日：国鉄分割民営化により、JR東日本の駅となる[3]。
- 1987年（昭和62年）：有人化。
- 2003年（平成15年）10月26日：ICカード「Suica」の利用が可能となる[7]。
- 2011年（平成23年）
  - 3月11日：駅舎改修工事が完了し、新駅舎およびトイレの供用を開始[2]。東日本大震災の影響により、全線で不通となる。駅設備は被災せず。
  - 7月16日：矢本駅 - 石巻駅間で運転を再開[8]。
- 2012年（平成24年）2月4日：窓口の営業を再開[2]。
- 2015年（平成27年）5月30日：同日運行開始の仙石東北ラインの列車のうち、快速の停車駅となる[9]。
- 2024年（令和6年）10月1日：えきねっとQチケのサービスを開始[1][10]。

### 駅名の由来
当駅名は周辺地域「蛇田」に由来し、同地名の由来としてはおもに次の2つの説がある。蛇田村も参照のこと。
- ひとつは、仁徳天皇の時代に大和朝廷から蝦夷討伐に来て戦死を遂げた将軍、上毛野田道（かみつけぬ たみち）に纏わる伝承である。『日本書紀』仁徳天皇55年の条によれば、彼は有能な将軍で東北へと攻め上ってきたが伊寺水門（いしのみなと）[注 2]で戦死し、部下たち（または同情した蝦夷たち）によって手厚く埋葬された。蝦夷たちは攻め返し将軍の墓をも暴こうとした時、地中からおろち（大蛇）が現れ、墓を暴いた蝦夷たちを殺した。

この伝承は石巻市内の蛇田道公神社や青森県平川市の猿賀神社などにも記録がみられる。ただし、禪昌寺より1801年（享和元年）に出土したとされた"田道碑"は、偽碑である。
- もうひとつの説は安永風土記によるもので、ツバメが運んで来た瓜の種を畑に植え育てると巨大な瓜に成長し、それを割ってみると中から多数の蛇が出てきたという伝説。この「蛇多」が「蛇田」に変化したとされている。ちなみに石巻市には「大瓜」という地名も存在する。

## 駅構造
単式ホーム1面1線を有する地上駅である。駅舎は無人駅時代に待合室だけのものに建て替えられ、駅員再配置に際して駅事務室部分が増設された。2010年（平成22年）- 2011年（平成23年）に駅事務室部分およびトイレ部分の建て直しや待合室部分の外壁を塗り直しなどのリニューアルが行われている。
石巻駅が管理し、JR東日本東北総合サービスが受託する業務委託駅（日中のみ係員配置）である。自動券売機と簡易Suica改札機が設置されている。

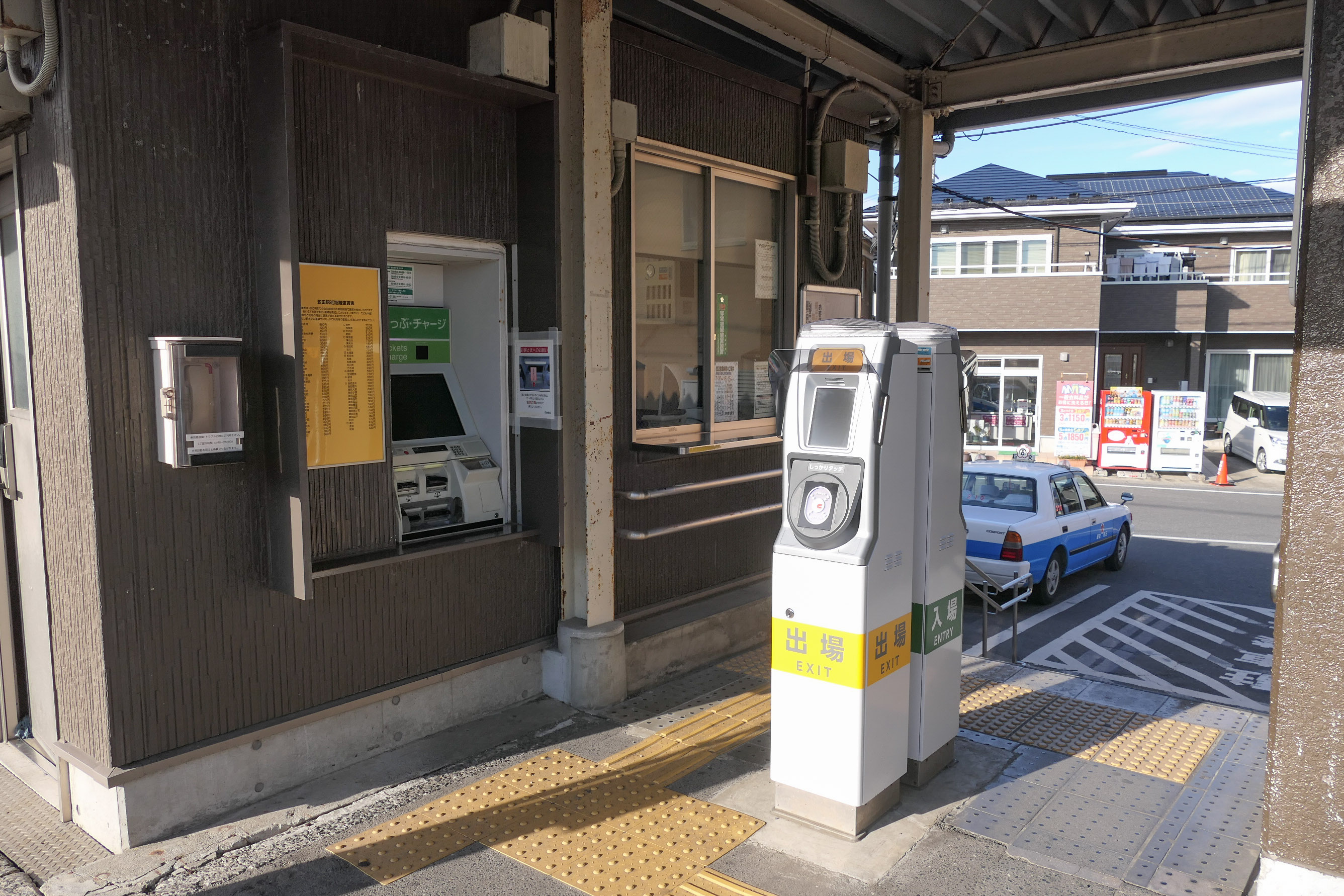
改札口（2025年1月）
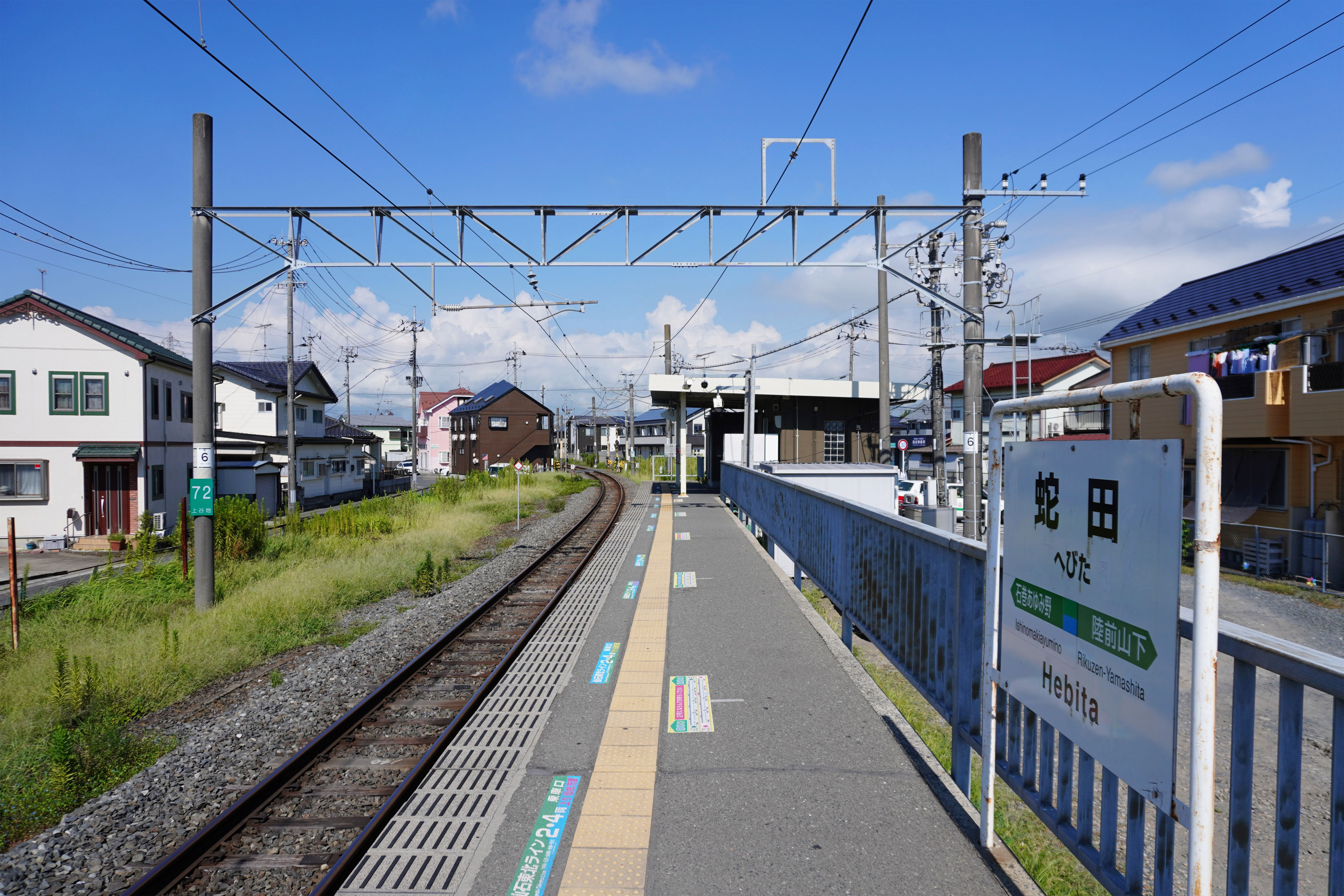
ホーム（2023年8月）

## 利用状況
JR東日本によると、2023年度（令和5年度）の1日平均乗車人員は819人である。
2000年度（平成12年度）以降の推移は以下のとおりである。
| 1日平均乗車人員推移 | 1日平均乗車人員推移 | 1日平均乗車人員推移 | 1日平均乗車人員推移 | 1日平均乗車人員推移 |
| 年度                | 定期外              | 定期                | 合計                | 出典                |
| ------------------- | ------------------- | ------------------- | ------------------- | ------------------- |
| 2000年（平成12年）  |                     |                     | 978                 | [ 利用客数 2 ]      |
| 2001年（平成13年）  |                     |                     | 965                 | [ 利用客数 3 ]      |
| 2002年（平成14年）  |                     |                     | 880                 | [ 利用客数 4 ]      |
| 2003年（平成15年）  |                     |                     | 853                 | [ 利用客数 5 ]      |
| 2004年（平成16年）  |                     |                     | 903                 | [ 利用客数 6 ]      |
| 2005年（平成17年）  |                     |                     | 896                 | [ 利用客数 7 ]      |
| 2006年（平成18年）  |                     |                     | 895                 | [ 利用客数 8 ]      |
| 2007年（平成19年）  |                     |                     | 886                 | [ 利用客数 9 ]      |
| 2008年（平成20年）  |                     |                     | 867                 | [ 利用客数 10 ]     |
| 2009年（平成21年）  |                     |                     | 848                 | [ 利用客数 11 ]     |
| 2010年（平成22年）  |                     |                     | 826                 | [ 利用客数 12 ]     |
| 2011年（平成23年）  | 非公表              | 非公表              | 非公表              |                     |
| 2012年（平成24年）  | 131                 | 232                 | 364                 | [ 利用客数 13 ]     |
| 2013年（平成25年）  | 139                 | 267                 | 406                 | [ 利用客数 14 ]     |
| 2014年（平成26年）  | 138                 | 292                 | 431                 | [ 利用客数 15 ]     |
| 2015年（平成27年）  | 253                 | 438                 | 691                 | [ 利用客数 16 ]     |
| 2016年（平成28年）  | 274                 | 483                 | 757                 | [ 利用客数 17 ]     |
| 2017年（平成29年）  | 272                 | 542                 | 814                 | [ 利用客数 18 ]     |
| 2018年（平成30年）  | 274                 | 579                 | 853                 | [ 利用客数 19 ]     |
| 2019年（令和元年）  | 268                 | 604                 | 872                 | [ 利用客数 20 ]     |
| 2020年（令和02年）  | 175                 | 461                 | 637                 | [ 利用客数 21 ]     |
| 2021年（令和03年）  | 187                 | 514                 | 701                 | [ 利用客数 22 ]     |
| 2022年（令和04年）  | 221                 | 542                 | 763                 | [ 利用客数 23 ]     |
| 2023年（令和05年）  | 250                 | 569                 | 819                 | [ 利用客数 1 ]      |

## 駅周辺
- 石巻市役所蛇田支所
- 蛇田郵便局
- 青葉簡易郵便局
- 石巻市立蛇田小学校
- 三陸沿岸道路 石巻河南インターチェンジ
- 国道45号
- 北上運河

## 隣の駅
東日本旅客鉄道（JR東日本）
■仙石線
■普通
石巻あゆみ野駅 - 蛇田駅 - 陸前山下駅
■■仙石東北ライン
■特別快速
通過
■快速（赤快速）・■快速（緑快速）
陸前赤井駅 - （一部石巻あゆみ野駅*） - 蛇田駅 - 陸前山下駅
*:赤快速の一部列車と、緑快速上りの一部列車が停車

### 記事本文